# Gauche prolétarienne
Gauche prolétarienne (GP) var ett franskt maoistiskt politiskt parti, vilket ägde bestånd från september 1968 till november 1973. Partiet bildades av Olivier Rolin, Jean-Pierre Le Dantec, Jean-Claude Vernier, Tony och Benny Lévy, Jean Schiavo, Maurice Brover och Jean-Claude Zancarini, vilka tidigare hade tillhört Union des jeunesses communistes marxistes-léninistes. Året därpå, 1969, anslöt sig Alain Geismar och Serge July till partiet. Flera av GP:s medlemmar var involverade i grundandet av dagstidningen Libération i februari 1973.
Gauche prolétarienne kallades emellanåt ”Mao-spontex” eller ”Mao-spontanisterna”, vilket syftar på att de sociala revolutionen ska genomföras ”spontant” av arbetarklassen utan inblandning av någon partiledning. GP förespråkade därför anti-auktoritarianism. Gauche prolétarienne betecknade sig som "de nya partisanerna", som för de franska antifascistiska partisanernas kamp vidare; enligt GP förråddes dessa av den kommunistiske politikern Maurice Thorez, vilken efter Frankrikes befrielse 1944 av Stalin beordrades att överge den revolutionära kampen för makten.
Gauche prolétarienne gav ut partitidningen La Cause du peuple, grundad 1968 av Roland Castro; Jean-Paul Sartre var dess redaktör åren 1970–1971.
Gauche prolétarienne tillgrep i sin maoistiska kamp våld vid ett flertal tillfällen. Bland annat kidnappade man efter mordet på aktivisten Pierre Overney Renault-chefen Robert Nogrette. Därtill misshandlade man en arbetsledare på Renault-fabriken, förstörde bilkranar samt anlade bränder på polisstationer.